# 작은흰코원숭이
작은흰코원숭이(Cercopithecus petaurista)는 구세계원숭이에 속하는 긴꼬리원숭이의 일종이다. 작은반점코원숭이 또는 작은흰코게논으로도 불린다. 베냉과 코트디부아르, 가나, 기니, 라이베리아, 시에라리온, 토고에서 발견되며, 감비아와 기니비사우 그리고 세네갈에도 사는 것으로 추측된다.